# Enrico di Marcy
Enrico di Marcy, in francese anche Henri de Marsiac (Castello di Marcy, 1136 circa – Arras, 14 luglio 1188), è stato abate di Altacomba e di Clairvaux, vescovo, cardinale e legato pontificio.

## Biografia
Nato da nobile famiglia, divenne abate dell'abbazia cistercense di Altacomba nel 1160 e, dal 1176, di quella di Clairvaux.
Seguendo l'esempio del suo maestro spirituale Bernardo di Chiaravalle, dimostrò la massima energia nella lotta contro le eresie. Nel 1178 partecipò, con il legato pontificio Pietro da Pavia, con Giovanni Bellemani e con altri vescovi a una spedizione armata contro Roger II Trencavel, visconte di Béziers e conte di Carcassonne, che si era legato al conte Raimondo V di Tolosa e ad Alfonso II d'Aragona, appoggiando le mire espansionistiche del re aragonese nelle terre di Francia e dando e ricevendo a sua volta la solidarietà del movimento cataro.
Divenuto cardinale di Albano, fu una figura preminente nel III Concilio lateranense del 1179; l'anno successivo fece recitare a Valdo di Lione la Professione di fede, che intendeva legare i valdesi alla Chiesa di Roma. Nel 1181 spiegò ancora una notevole forza militare contro i càtari, ponendo l'assedio a Lavaur, fino alla cattura del visconte di Béziers.
Nel conclave del 1185, convocato il 25 novembre 1185 a seguito del decesso di papa Lucio III, venne eletto papa al primo scrutinio, ma rifiutò la nomina, lasciando così posto al cardinale Uberto Crivelli di Milano che prese il nome di Urbano III.
Nel 1187 predicò la Terza crociata e non si mostrò interessato alla successione al papato che portò all'elezione di Gregorio VIII nel mese di settembre del 1187.
Alla sua morte il suo corpo venne inumato provvisoriamente ad Arras per poi essere trasferito all'Abbazia di Clairvaux.
Il suo nome è scritto come beato nel Martirologio gallicano ed è celebrato dai cistercensi il 14 luglio.

## Conclavi
Durante il periodo del suo cardinalato si svolsero quattro conclavi ai quali Enrico di Marcy partecipò:
- conclave del 1181, che elesse papa Lucio III
- conclave del 1185, che elesse papa Urbano III
- conclave dell'ottobre 1187, che elesse papa Gregorio VIII
- conclave del dicembre 1187, che elesse papa Clemente III

## Genealogia episcopale
La genealogia episcopale è:
- Papa Lucio III
- Papa Alessandro III
- Cardinale Enrico di Marcy